# 阿部守一
阿部 守一（あべ しゅいち、1960年〈昭和35年〉12月21日 - ）は、日本の政治家。長野県知事（公選第18・19・20・21代）。無所属。
長野県副知事、横浜市副市長等を歴任した。

## 来歴
東京都国立市生まれ。東京都立西高等学校、東京大学法学部第2類（公法コース）卒業。1984年、自治省（現総務省）に入省する。本省勤務の他山口県、岩手県、神奈川県、愛媛県、国土庁への出向を経験した。
1999年、ギラン・バレー症候群を発症、当初はこの病名がなかなか判明せず鍼灸師により病名を特定してもらった経験から専門の細分化による病院のタテ割りの弊害や、市民の視点から見た複合的、総合的な対応の大切さを実感する。
2001年、長野県企画局長に就任。同年10月から、田中康夫長野県知事の下で2004年7月まで副知事を務める。その後総務省へ戻り過疎対策室長を務め、2007年3月に退官した。
2007年4月、中田宏横浜市長（当時）の招聘により横浜市副市長に就任する。横浜市では、横浜「みどり税」、「G30」（ごみの大幅削減プロジェクト）や、「CO-DO30」（地球温暖化対策）、行政機関の窓口サービスの改善を推進。また「時代の変化に即応できる組織への進化」、「職員が前向きに働くことのできる職場環境の構築」を目指し、前例踏襲型になりがちな業務の実質的合理性を見直す「しごと改革」にも取り組んだ。2009年8月の中田市長の辞職後、副市長を辞職した。
2009年10月、内閣府行政刷新会議の加藤秀樹事務局長（政策シンクタンク「構想日本」代表）の招聘により、同事務局次長に就任する。枝野幸男、蓮舫らとともに事業仕分けに関わり、現場主義に基づき積極的に民間人を仕分け人として登用した。その後環境エネルギー政策研究所特別研究員、ふるさと回帰支援センター特別アドバイザー、構想日本事業仕分け人、神奈川県立保健福祉大学講師等を歴任する。
2010年8月、長野県知事選挙に民主・社民・国民新3党の推薦を受けて出馬し、「信州型事業仕分け」をマニフェストに掲げ、自民・公明が推薦した元副知事・元大町市長の腰原愛正の猛追を受けたものの、5,021票の僅差で腰原を破り、初当選を果たした。
2013年4月、会見で「内向きの視点ではなく、国全体の動き、世界全体の動向を視野に入れながら県政運営をしていきたいと思います」と述べ、県の重要な政策課題について有識者に助言をしてもらう「県政参与」制度の創設を発表した。県政参与は内閣官房参与でもある飯島勲ら3名に委嘱した。
2014年、長野県知事選挙に再選を目指して立候補し、自民、民主、公明、結い、次世代、社民、日本維新の会県総支部、連合長野の推薦を受け、再選を果たした。次点で敗れた信州大学名誉教授の野口俊邦の10万6120票に対して62万6362票と圧勝した一方、投票率は過去最低の43.56%であった。
2018年、長野県知事選挙に3選を目指して立候補し、自民、立憲、国民、公明、社民、連合長野の推薦を受け、3選を果たした。次点で敗れた元上田市議会議員の金井忠一の11万930票に対して63万5365票と圧勝した一方、投票率は2014年を更に下回る43.28%であった。
2022年8月7日投開票の知事選で4選。次点で敗れた元上田市議会議員の金井忠一の6万7758票に対して61万5728票と圧勝した一方、投票率は2018年を更に下回る40.94%であった。
2023年11月20日、めまいの症状を訴え、長野県内の病院に入院した。良性発作性頭位めまい症の疑いがあると診断されたという。

## 人物
- 家族は妻、1男である。
- 趣味はまちの散策、ラジオ体操、カラオケ、読書である。

## 事務局
守一会事務局がある。

## 著書
- 『社会を変えよう、現場から』（2010年6月28日、文屋、ISBN 978-4-9903045-8-4）[11]
- 『長野県の長寿力』[12]